# Giovanni Battista Venturi

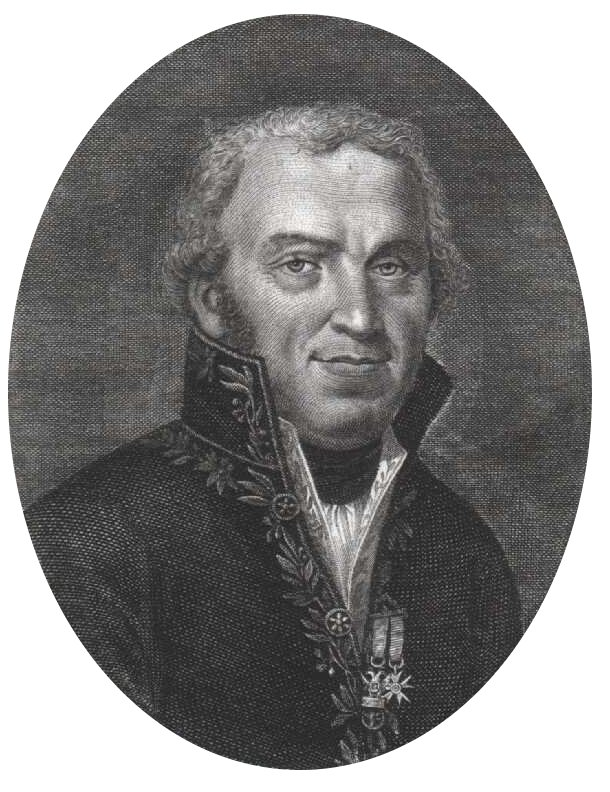
Giovanni Battista Venturi
(1746-1822)

Giovanni Battista Venturi (ur. 1746, zm. 1822) – włoski fizyk. Odkrywca zjawiska nazwanego od jego nazwiska efektem Venturiego oraz twórca Zwężki Venturiego.